# 2008-as szaadai terrortámadás
A 2008-as szaadai terrortámadás egy robbantásos merénylet volt 2008. május 2-án Jemen Szaada városában a bin Szalmanról elnevezett mecset mellett, melyben 15 ember meghalt és 55 megsebesült. Helyi tisztviselők szerint a robbanószerkezetet egy autóban vagy motorban rejthették el.
Pár szemtanú szerint a célpont a mecset imámja vagy az előimádkozó lehetett. Az utóbbi a hadsereg egyik, a szunnita iszlám szalafi mozgalmához tartozó tisztviselője. A szemtanúk szerint ő nem sebesült meg. A hadsereg tagjai közül többen szoktak a bin Szalman mecsetbe járni imádkozni. Ahogy a legtöbb jemeni mecsetet, ezt is közösen használják a szunnita közösségek és a síitákhoz tartozó zaiditák hívei.